# Băile Herculane
Băile Herculane nebo česky Herkulovy lázně (německy Herkulesbad, maďarsky Herkulesfürdő) je rumunské město v župě Caraș-Severin. Ve městě žije okolo 5000 obyvatel. Je známo především starobylými římskými lázněmi. Nachází se 5 km od důležité silnice DN6 (E70), která spojuje západ země s Bukureští. Băile Herculane leží v nadmořské výšce 168 m n. m. Od nejbližší sousední župy Mehedinți je město vzdáleno 5 km a od hranic se Srbskem 25 km.